# Hohes Brett
Das Hohe Brett ist ein 2340 m ü. NHN (nach deutscher Vermessung) bzw. 2338 m ü. A. (nach österreichischer Vermessung) hoher Berg im Göllstock in den Berchtesgadener Alpen, über dessen Gipfel die Grenze zwischen Bayern und Salzburg verläuft. Der Name leitet sich vom flachen, steinigen Plateau des Gipfelbereichs her. Dieses bietet eine gute Aussicht über die Berchtesgadener Alpen und zum Tennengebirge.
Das Hohe Brett gilt als unproblematische, lohnende Bergtour und zählt neben dem Schneibstein zu den leichteren Zweitausendern rund um Berchtesgaden. Der Normalweg beginnt an der Bergstation der Jennerbahn und führt über das Carl-von-Stahl-Haus (1731 m), die steile Südflanke (kurz ausgesetzt, aber gesichert) und das Jägerkreuz in gut 2 Stunden auf den Gipfel.
Ein weiterer möglicher Ausgangspunkt mit deutlich größerem Höhenunterschied wäre Hinterbrand, von wo es über die Mitterkaser-Alm, die Südflanke und das Jägerkreuz zum Gipfel geht, hierfür benötigt man gute 3 Stunden. Alternativ kann von dort auch über die Brettgabel aufgestiegen werden. Diese Route ist allerdings ab der Brettgabel nahezu weglos und wird nur von einzelnen Markierungen begleitet.
Als lohnend gilt auch der Gratübergang über die Archenköpfe und das Kuchlerkreuz auf den Hohen Göll. Diese Überschreitung, für die man Trittsicherheit und Schwindelfreiheit benötigt, bietet ein gutes Panorama. Vom Hohen Göll kann auch über andere Routen, beispielsweise zum Purtschellerhaus oder über den Alpeltalsteig (Nr. 457), abgestiegen werden.
Es gibt auch etliche Klettertouren, wie z. B. die „Perfekt-Line“.

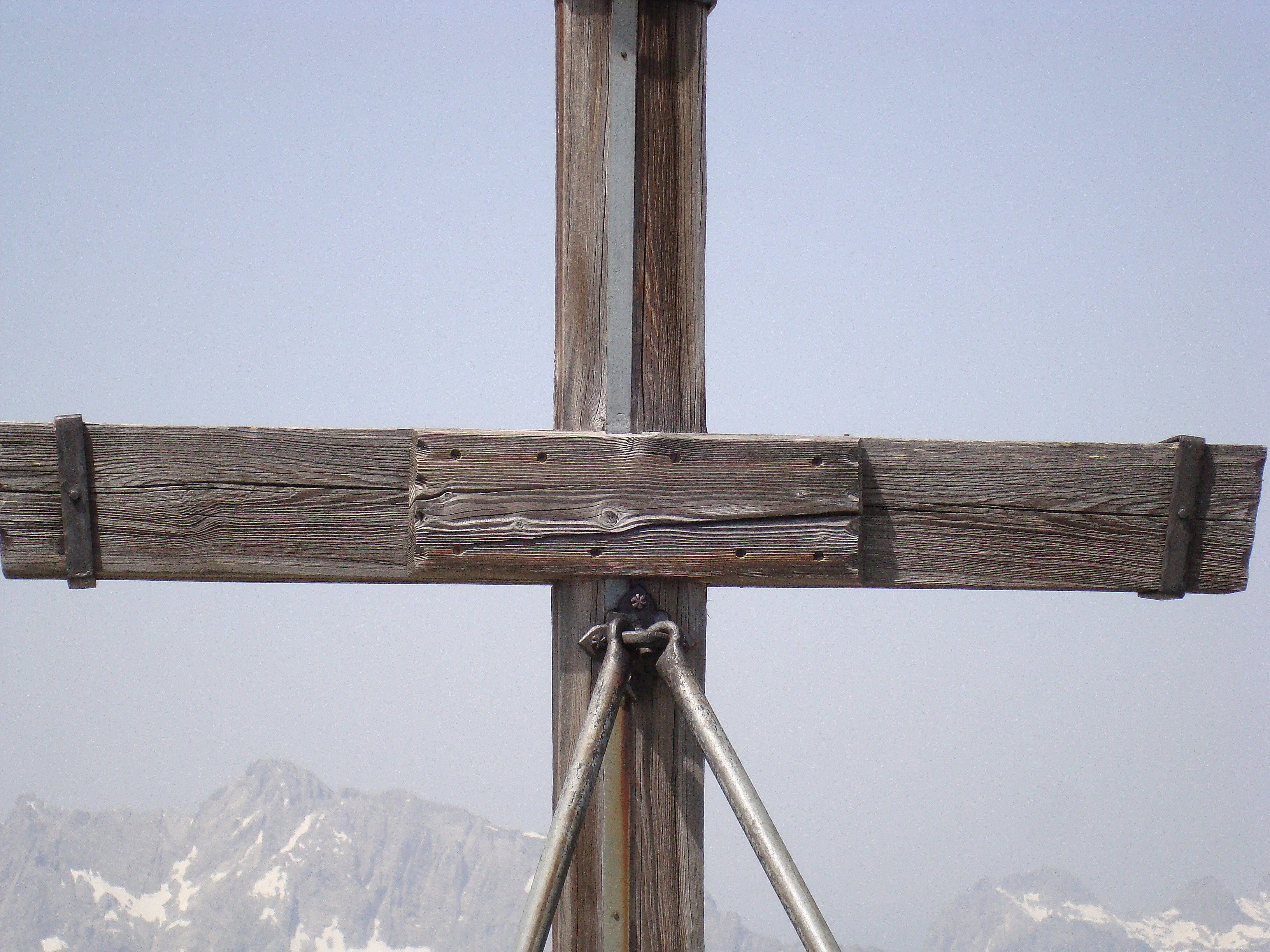
Das Gipfelkreuz des Hohen Bretts, im Hintergrund der Hochkalter (2608 m).
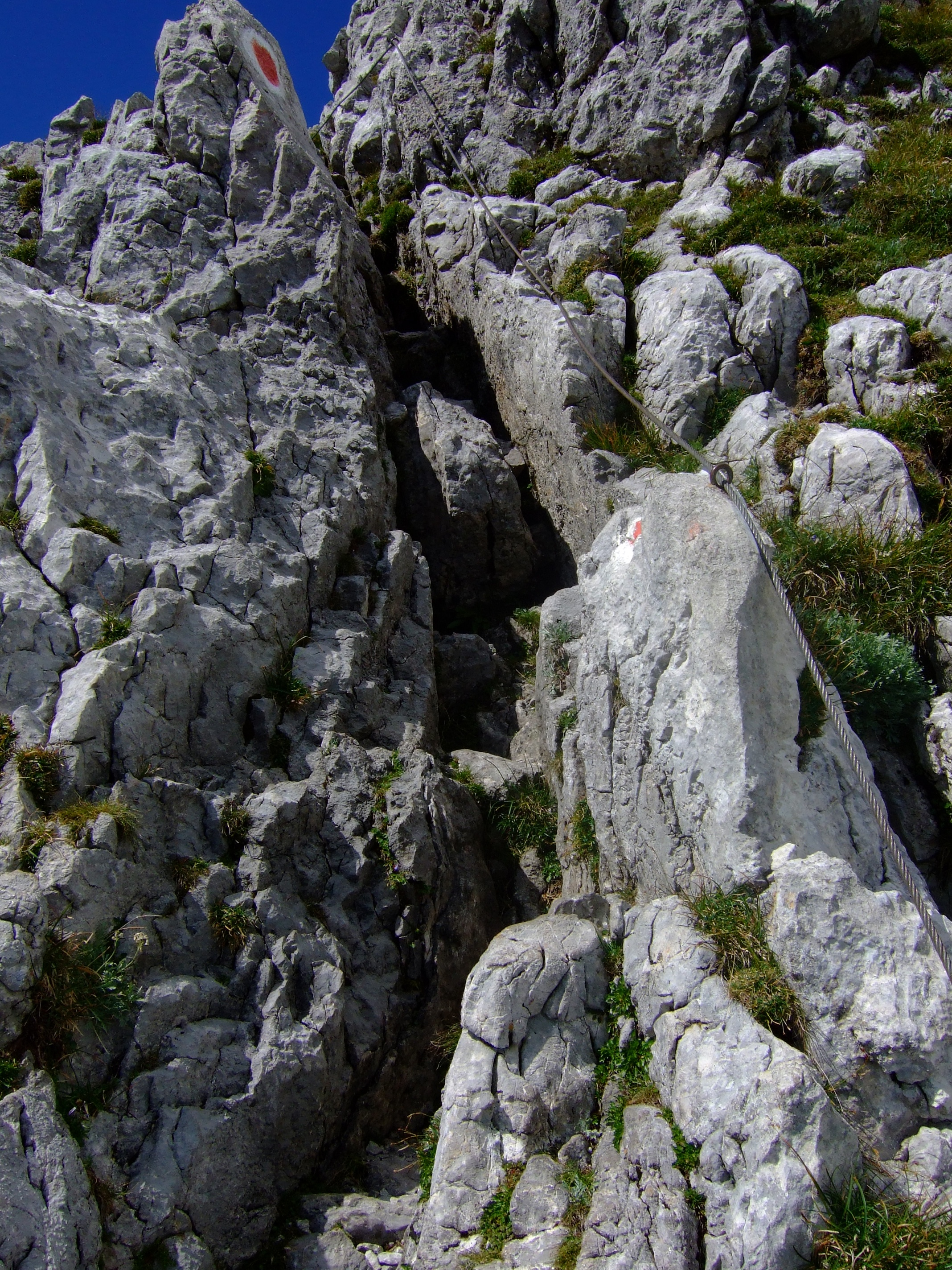
Schlüsselstelle auf dem Normalweg
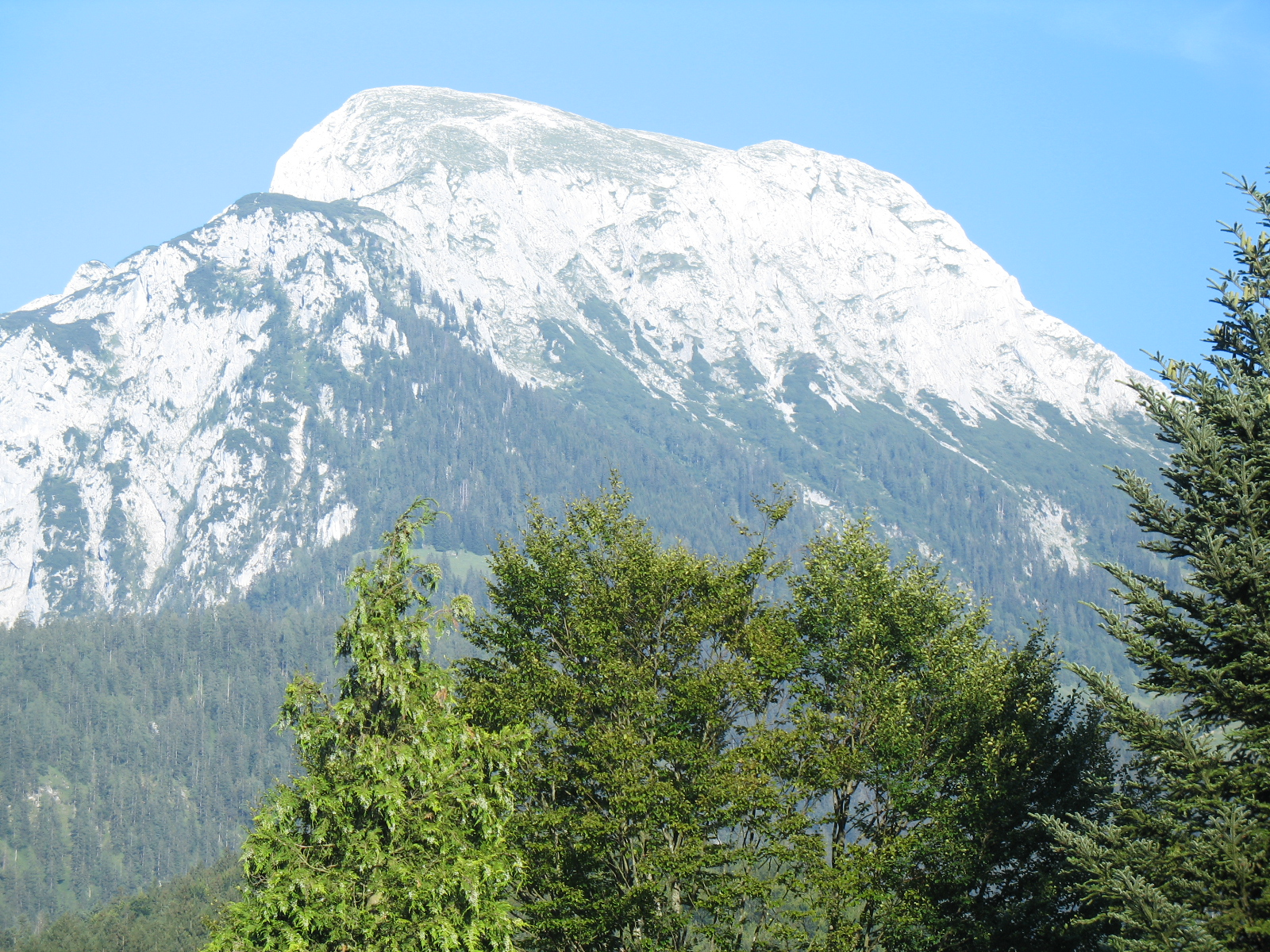
Hohes Brett von Schönau am Königssee (von Westen)